# انکشاف جهان
انکشاف جهان (آلمانی: Erschlossenheit، به معنای واقعی کلمه «توسعه، درک») به این اشاره دارد که چگونه چیزها به‌دلیل این‌که بخشی از یک جهان هستی‌شناختی هستند؛ یعنی یک پس‌زمینه معنایی از پیش‌تفسیرشده و ساختار کل‌نگر دارند، قابل فهم و معنادار می‌شوند. گفته می‌شود که این درک ابتدا از طریق برخوردهای عملی روزمره با دیگران، با چیزهای موجود در جهان و از طریق زبان برای انسان آشکار می‌شود.
این پدیده توسط فیلسوف آلمانی مارتین هایدگر در کتاب هستی و زمان توصیف شده است. فیلسوفانی مانند جان دیویی، یورگن هابرماس، نیکولاس کمپریدیس و چارلز تیلور درباره آن بحث کرده‌اند.
برخی از فیلسوفان، مانند ایان هکینگ و نیکولاس کمپریدیس، نیز توضیح داده‌اند که چگونه این درک هستی‌شناختی می‌تواند به طرق مختلف (از جمله از طریق اشکال بدیع استدلال فلسفی) بازگشایی شود.

## استدلال‌های انکشاف جهان
استدلال‌های انکشاف جهان خانواده‌ای از استدلال‌های فلسفی هستند که نیکلاس کمپریدیس در کتاب نقد و افشای خود شرح داده است. به گفته کمپریدیس، این استدلال‌ها اشکال متمایزی دارند که گاهی به آن سبک‌های استدلال نیز گفته می‌شود، که به‌جای روش‌هایی که قیاسی، استقرایی هستند، با رویکردی فشایی شروع می‌شوند. به عقیده کامپریدیس و تیلور، این اشکال استدلال تلاش می‌کنند تا ویژگی‌های یک درک هستی‌شناختی یا فرهنگی-زبانی (یا «جهان» به‌معنای خاص هستی‌شناختی) را آشکار کنند تا پس‌زمینه معنا و «فضای منطقی» را روشن یا تغییر دهند؛ که یک استدلال به طور ضمنی به آن بستگی دارد. گفته می‌شود که نمونه اصلی این نوع استدلال، نقد درون‌ماندگار است، اگرچه این تنها نوع آن نیست.